# European Champions Cup 2019
La European Champions Cup 2019 è stata la 56ª edizione della massima competizione europea per club di baseball.

## Formula
La formula rimase inalterata rispetto a quella dell'anno precedente, con due gironi da quattro squadre ciascuno. Le prime due classificate di ciascun girone affrontarono in una semifinale secca le prime due dell'altro girone. Le vincenti disputarono la finalissima. Tutte le partite furono disputate a Bologna o nel vicino comune di Castenaso.
La nazione della squadra peggio classificata perse un posto nell'edizione successiva con un declassamento in Coppa CEB. Per evitare questo piazzamento, le squadre che si qualificarono per le semifinali si sfidarono tra di loro in spareggi per la salvezza.
Il ParmaClima prende parte alla competizione al posto dei vicecampioni in carica del Rimini Baseball, ritiratisi sia dal campionato che dalle coppe prima dell'avvio della stagione 2019. La compagine riminese aveva diritto a partecipare in virtù del 2º posto ottenuto al termine della regular season della Serie A1 2018 (solitamente le due qualificazioni all'European Champions Cup venivano assegnate alla vincitrice dello scudetto e alla vincitrice della Coppa Italia, ma Bologna aveva vinto entrambi i trofei).
La T&A San Marino, che in campo europeo rappresenta la federazione sammarinese, non può partecipare a causa dell'8º e ultimo posto ottenuto nell'European Champions Cup 2018.

## Fase a gruppi

### Girone A
| Bologna 4 giugno 2019, ore 14:30 | ParmaClima | 1 – 2 referto | Curaçao Neptunus | Stadio Gianni Falchi |

| Castenaso 4 giugno 2019, ore 17:00 | Bonn Capitals | 9 – 11 referto | Rouen Huskies | Stadio Teseo Bondi |

| Bologna 5 giugno 2019, ore 10:30 | Curaçao Neptunus | 14 – 4 (al 7º) referto | Bonn Capitals | Stadio Gianni Falchi |

| Castenaso 5 giugno 2019, ore 17:00 | Rouen Huskies | 3 – 21 (al 5º) referto | ParmaClima | Stadio Teseo Bondi |

| Castenaso 6 giugno 2019, ore 11:00 | Bonn Capitals | 8 – 17 referto | ParmaClima | Stadio Teseo Bondi |

| Bologna 6 giugno 2019, ore 15:00 | Curaçao Neptunus | 8 – 3 referto | Rouen Huskies | Stadio Gianni Falchi |

#### Classifica
| Pos. | Squadra          | G | V | P | %     | GB  |
| ---- | ---------------- | - | - | - | ----- | --- |
| 1.   | Curaçao Neptunus | 3 | 3 | 0 | .1000 | 0.0 |
| 2.   | ParmaClima       | 3 | 2 | 1 | .667  | 1.0 |
| 3.   | Rouen Huskies    | 3 | 1 | 2 | .333  | 2.0 |
| 4.   | Bonn Capitals    | 3 | 0 | 3 | .000  | 3.0 |

### Girone B
| Castenaso 4 giugno 2019, ore 11:00 | Arrows Ostrava | 17 – 2 (al 6º) referto | Deurne Spartans | Stadio Teseo Bondi |

| Bologna 4 giugno 2019, ore 20:30 | L&D Amsterdam Pirates | 2 – 1 referto | UnipolSai Bologna | Stadio Gianni Falchi |

| Bologna 5 giugno 2019, ore 15:30 | Deurne Spartans | 0 – 17 (al 5º) referto | L&D Amsterdam Pirates | Stadio Gianni Falchi |

| Bologna 5 giugno 2019, ore 20:30 | UnipolSai Bologna | 16 – 5 (al 7º) referto | Arrows Ostrava | Stadio Gianni Falchi |

| Castenaso 6 giugno 2019, ore 17:00 | L&D Amsterdam Pirates | 22 – 2 (al 5º) referto | Arrows Ostrava | Stadio Teseo Bondi |

| Bologna 6 giugno 2019, ore 20:30 | Deurne Spartans | 0 – 11 (all'8º) referto | UnipolSai Bologna | Stadio Gianni Falchi |

#### Classifica
| Pos. | Squadra               | G | V | P | %     | GB  |
| ---- | --------------------- | - | - | - | ----- | --- |
| 1.   | L&D Amsterdam Pirates | 3 | 3 | 0 | .1000 | 0.0 |
| 2.   | UnipolSai Bologna     | 3 | 2 | 1 | .667  | 1.0 |
| 3.   | Arrows Ostrava        | 3 | 1 | 2 | .333  | 2.0 |
| 4.   | Deurne Spartans       | 3 | 0 | 3 | .000  | 3.0 |

## Semifinali

### Play-out 5º-8º posto
| Castenaso 7 giugno 2019, ore 11:00 | Rouen Huskies | 5 – 4 referto | Deurne Spartans | Stadio Teseo Bondi |

| Castenaso 7 giugno 2019, ore 17:00 | Arrows Ostrava | 6 – 7 (al 10º) referto | Bonn Capitals | Stadio Teseo Bondi |

### Piazzamenti 1º-4º posto
| Bologna 7 giugno 2019, ore 14:30 | L&D Amsterdam Pirates | 8 – 4 referto | ParmaClima | Stadio Gianni Falchi |

| Bologna 7 giugno 2019, ore 20:30 | Curaçao Neptunus | 3 – 10 referto | UnipolSai Bologna | Stadio Gianni Falchi |

## Finali

### Play-out 7º-8º posto
| Castenaso 8 giugno 2019, ore 17:00 | Arrows Ostrava | 13 – 3 (al 7º) referto | Deurne Spartans | Stadio Teseo Bondi |

Il Belgio perde il diritto di avere una squadra nella prossima European Champions Cup per effetto dell'8º posto finale.

### Finale 3º-4º posto
| Bologna 8 giugno 2019, ore 14:30 | Curaçao Neptunus | 9 – 0 (al 6º, a tavolino) referto | ParmaClima | Stadio Gianni Falchi |

### Finale 1º-2º posto
| Bologna 8 giugno 2019, ore 20:30                                                                      | L&D Amsterdam Pirates | 0 – 8 referto                      | UnipolSai Bologna | Stadio Gianni Falchi |
| \| \| \| \| \| \| Doppi \| Marval (2), Fuzzi, Leonora, Vaglio \| \| \| Tripli \| Polonius, Ferrini \| |                       |                                    |                   |                      |
| |                       |                                    |                   |                      |
| | Doppi                 | Marval (2), Fuzzi, Leonora, Vaglio |                   |                      |
| | Tripli                | Polonius, Ferrini                  |                   |                      |

## Vincitore
| Campione d'Europa 2019 UnipolSai Fortitudo Bologna 6º titolo |